# Єзьорна (Західнопоморське воєводство)
Єзьорна (пол. Jeziorna) — село в Польщі, у гміні Борне-Суліново Щецинецького повіту Західнопоморського воєводства.
Населення — 5 осіб (2011).

## Демографія
Демографічна структура станом на 31 березня 2011 року:
|          | Загалом | Допрацездатний вік | Працездатний вік | Постпрацездатний вік |
| -------- | ------- | ------------------ | ---------------- | -------------------- |
| Чоловіки | 4       | 0                  | 3                | 1                    |
| Жінки    | 1       | 0                  | 0                | 1                    |
| Разом    | 5       | 0                  | 3                | 2                    |